# Colostethus vergeli
Colostethus vergeli là một loài ếch thuộc họ Dendrobatidae.
Đây là loài đặc hữu của Colombia.
Môi trường sống tự nhiên của chúng là vùng núi ẩm nhiệt đới hoặc cận nhiệt đới, sông ngòi, vùng đồng cỏ, và rừng thoái hóa nghiêm trọng.